# Гисгон (противник мира)
Гисгон — карфагенянин, живший в III веке до н. э., возможно, член Совета старейшин.

## Биография
Битва при Заме, произошедшая в 202 году до н. э. и окончившаяся поражением возглавляемой Ганнибалом армии, стала последним сражением во Второй Пунической войне. В качестве победителя Сципион через послов огласил Карфагену тяжелые условия для заключения мира, хотя в самом Риме некоторые квириты требовали полного уничтожения давнего врага. По замечанию французских исследователей Ж. Пикара и К. Пикара, после этого сражения находившиеся у власти карфагенские демократы раскололись на два лагеря. Одни из них требовали несмотря на ни что продолжения боевых действий. Но сам Ганнибал понимал, что в настоящее время воевать его государство не в состоянии. Как отметил Шифман И. Ш., необходимо было сначала восстановить свои силы, а уж потом пытаться добиться реванша. Поэтому Ганнибал использовал всё своё влияние, чтобы убедить сограждан принять озвученные условия. При этом он «парадоксальнейшим образом выступил против тех, на кого привык опираться».
Древние авторы несколько по-разному обозначают обстоятельства оглашения римскими представителями положений капитуляции. Согласно Титу Ливию, это произошло перед народным собранием Карфагена, а исходя из сведений Полибия — в Совете старейшин. Первый вариант кажется предпочтительным Шифману, второй считают более достоверным французские исследователи Лансель и Пикары. Как отметил советский антиковед, огромная «рыночная толпа», не желавшая поступиться своими интересами, не хотела слушать даже и знаменитого полководца. Гисгон в качестве её представителя во всеуслышание стал рассуждать о неприемлемости мира. Не привыкший к такому противодействию Ганнибал, потеряв терпение, бесцеремонно стащил Гисгона с помоста. Однако ему тут же пришлось извиняться перед собранием, ссылаясь на грубые привычки солдата, долго отсутствовавшего в городе. Это событие, заключает Шифман, запомнилось, и, возможно, именно такая несдержанность Ганнибала повлияла на итоговое решение. Лансель же считает, что никакого выбора у карфагенян уже не было, и против подписания мира поднялся только один голос. Именно «поразительно безрассудное» и "нелепое устремление «экстремиста» Гисгона как человека, отлично понимающего положение вещей, и вызвало ярость Ганнибала, своей формой возмутившая других старейшин. Однако Ганнибал призвал, извинив его поведение, отказаться от долгих рассуждений, а как можно скорее принять предложения Рима, пока они не стали ещё более суровыми. Его совет был принят, и в Италию были направлены послы.